# Install
install – uniksowe polecenie kopiujące pliki i ustalające uprawnienia (chmod). W systemie GNU ten program jest w pakiecie GNU Coreutils.

## Przykład
```
$ touch plik1
$ ls -l
-rw-r--r-- 1 user user 0 2006-08-17 15:30 plik1
$ install -m 666 plik1 plik2
$ ls -l
-rw-r--r-- 1 user user 0 2006-08-17 15:30 plik1
-rw-rw-rw- 1 user user 0 2006-08-17 15:31 plik2
```